# روي 3 ترايبلاين
روي 3 ترايبلاين (Roe III Triplane) هي من اوائل الطائرات البريطانية التي استخدمت ثلاث أجنحة وذيل من ثلاث اسطح وبمقعدين، وكانت آول طائرة من تصميم روي تستخدم الجنيحات.
بني ستة نماذج من الطائرة، بيع إحداها لجمهية هارفارد للطيران وتم تصديرها إلى الولايات المتحدة, و تحطم طائرتين نتيجة حوادث غريبة فيطريقها  إلى بلاكبول عام 1910 حين اشتعلت النيران في الأجنحة نتيجة شرر تطايرت من قاطرة البخار. قام رو ببناء طائرات جديدة من قطع الغيار.

## المواصفات
الخصائص العامة
- طاقم العمل: one pilot
- السعة: one passenger
- الطول: 23 قدم 0 إنش (7 م)
- طول الجناح: 31 قدم 0 إنش (9 م)
- منطقة الجناح: 287 قدم2 (26.7 م2)
- الوزن الإجمالي: 750 رطل (340 كجم)
- المحرك: 1 × Green C.4, 35 حصان (26 كيلو وات) لكل

الأداء